# 国体論争
国体論争（こくたいろんそう）とは、国体をめぐるさまざまな論点に関して、継承的に発展させたり、相対立する考え方を主張し批判し合うことである。

## 概要
国体論争と呼ばれるものは古今東西に複数存在する。たとえば、古代ギリシアのアリストテレスは政治体制を君主制・貴族制・民主制に分類した。ポリュビオスは、この3つの政体がそれぞれ、専制、寡頭制、衆愚政治へと堕落し、やがて別の政体に変化するという「政体循環論」を唱え、この3つの共存する古代ローマの国体を最上のものとした。
現在でもイスラム教信者が多数を占める国においては政治と宗教の関係をめぐって政教一致か政教分離かで論争が行われている。

## 日本における国体論争
日本において国体論争と呼ばれるものには以下のようなものがあった。

### 江戸時代
- 幕末に吉田松陰と山県太華の間で展開された国体の性質を巡る論争。

### 第二次世界大戦前
- 大日本帝国憲法起草の過程で政府内部で展開された、伊藤博文と金子堅太郎の憲法施行により国体が変革するかをめぐる論争。
- 教育勅語を巡り井上哲次郎とキリスト教徒の間で展開されたキリスト教が国体に反するかをめぐる論争。
- 1911年になされた天皇家の系統について南朝と北朝のどちらが正統であるかをめぐる論争（南北朝正閏論）。
- 大正デモクラシーで展開された国体と政体の相違をめぐる論争。
- 1930年代に展開された天皇機関説が国体に反するかを巡る論争（天皇機関説排撃事件、国体明徴運動）。

### 戦後
- 日本国憲法の制定に伴い、国体が変革したか否かを巡る論争（尾高・宮沢論争、佐々木・和辻論争）。